# Повстання Монмута
51°06′58″ пн. ш. 2°55′34″ зх. д. / 51.116° пн. ш. 2.926° зх. д.

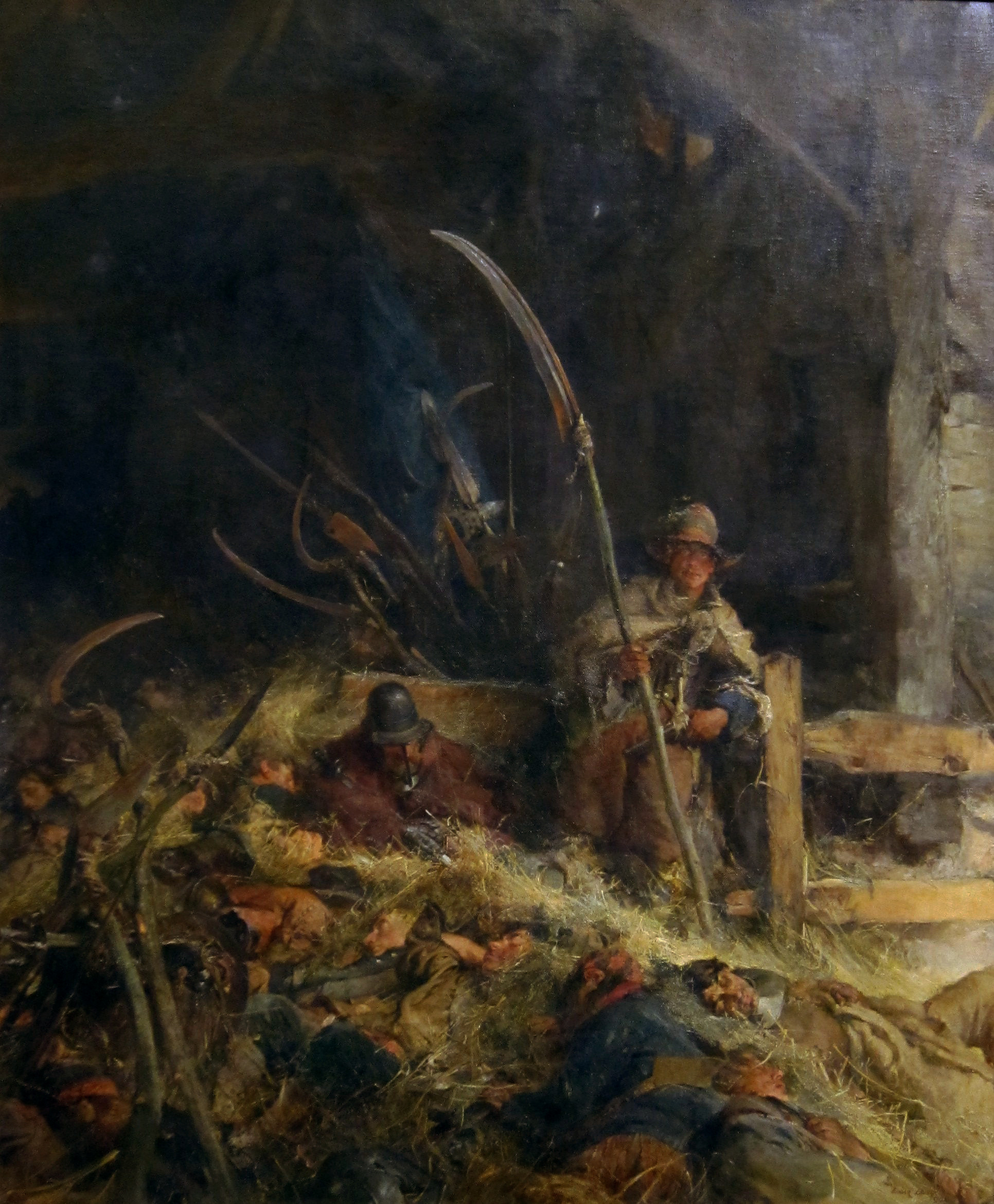
Ранок Седжмура

Повста́ння Монму́та у 1685 році, також знане як Повстання з вилами — невдала спроба скинути Якова ІІ, який став королем Англії після смерті свого старшого брата Карла ІІ, 6 лютого 1685 року. 
Яків ІІ не був популярним, тому що був католиком, а багатьом людям не подобався «папський» король. Протестант, який жив у Голландії, Джеймс Скотт, 1-й герцог Монмут, позашлюбний син Карла ІІ, висунув свої вимоги на престол і, висадившись в Англії, спробував скинути Якова ІІ. Він був схоплений і обезголовлений. 
Прихильники короля на чолі з суддею Джефрісом у процесах над бунтарями виявили особливу жорстокість, що тільки прискорило остаточне скинення Стюартів у 1688 році.
Сюжет :У 1685 році Джеймс Скотт, герцог Монмут, висаджується в Англії з невеликим загоном, щоб повалити нового короля Якова II. Він оголошує себе справжнім спадкоємцем трону й починає похід через південну Англію, намагаючись зібрати підтримку серед населення. Його армія складається переважно з погано озброєних селяню. Після кількох невдалих спроб здобути міста, армія Монмута стикається з королівськими військами в битві при Седжмурі. Повстанців розгромлено, Монмута схоплено, а згодом страчено. Після поразки почалися масові страти та репресії проти учасників — це був кривавий фінал невдалої спроби змінити владу. Як трагедія: герой-авантюрист намагається завоювати трон, але програє та гине.
цікаві факти :
1)  Джеймс Скотт провозгласил себя королём Англии в городе Таунтон. Там даже девочки вышли на улицы с самодельными флагами и коронами, приветствуя его как «короля Монмута». Но это "царствование" длилось всего пару недель.
2) Большинство армии Монмута составляли простые крестьяне, кузнецы, ткачи — многие даже пришли на бой с вилами и охотничьими ружьями. Это было больше похоже на народный бунт, чем на военную кампанию .
3) Битва при Седжмуре — последняя на английской земле
Это была последняя крупная сражённая битва, произошедшая на территории Англии. После неё страна больше не видела реальных полей битв в классическом смысле. 
4) Палач не смог с первого раза отсечь голову. Понадобилось пять или шесть ударов топора, и в конце — нож, чтобы окончательно закончить дело. Очевидцы были в ужасе. 